# Elassochirus
Genre
Elassochirus est un genre de bernard-l'hermite (crustacés décapodes de la famille des Paguridae).

## Liste des espèces
Selon World Register of Marine Species (11 avril 2014) :
- Elassochirus cavimanus (Miers, 1879)
- Elassochirus gilli (Benedict, 1892)
- Elassochirus tenuimanus (Dana, 1851)